# Banque d'affaires
Au sens du langage courant de la profession, une banque d'affaires n'est pas à proprement parler une banque (dénommée aussi « établissement de crédit »), autorisée à collecter des dépôts et à octroyer des crédits, mais une société de conseil stratégique et financier chargée principalement de négocier des fusions acquisitions (sociétés non cotées ou OPA, OPE), des augmentations de capital (non coté ou introduction en bourse) ou des émissions d'obligations corporate ; activités dites « de haut de bilan » ou de « corporate finance ».
Ses seules ressources sont les honoraires qu'elle facture aux clients pour ses conseils juridiques et financiers pour le montage de ces opérations,. Elle n'a généralement donc pas de conflit d'intérêts avec des activités de crédit ou de financement dont elle est indépendante lorsqu'il s'agit d’une société exerçant exclusivement des activités de « haut de bilan » mais peut en avoir si elle est intégrée à une banque généraliste ayant également un département spécialisé.
En 2020, plus de 240 « banques d'affaires » opéraient en France, avec pour principale spécialité le conseil en fusion-acquisition.
Cet ensemble comprend donc à la fois des établissements cumulant des activités de « haut de bilan » avec des activités de banque proprement dites (relevant d’un agrément en tant qu’établissement de crédit) – telles que les grandes banques d'affaires internationales Rothschild ou JP Morgan et des établissements français tel que Oddo BHS – ou des sociétés de conseil « pures », ou « boutiques », ne disposant pas d’un agrément d’établissement de crédit.
En France, en dépit d’un usage ancien de l’appellation « banque d’affaires » de la part de ces maisons de conseil en haut de bilan, l’utilisation du mot « banque » par une société non agréée en qualité d’établissement de crédit contrevient aux dispositions de l’article L. 511-8 du code monétaire et financier, aux termes duquel « il est interdit à toute entreprise autre qu’un établissement de crédit ou une société de financement d’utiliser une dénomination, une raison sociale, une publicité ou, d’une façon générale, des expressions faisant croire qu’elle est agréée respectivement en tant qu’établissement de crédit ou société de financement, ou de créer une confusion en cette matière ». Pour cette raison, l’appellation « banque d’affaires » ne peut être utilisée que par des établissements agréés, d’autant plus que l’essor récent de sociétés en ligne utilisant cette mention risque de provoquer la confusion auprès d’un large public.

## Description
Selon certaines interprétations anciennes, les banques d'affaires sont des banques de capitaux au long terme, spécialisées dans le financement d'entreprises.
De fait, en France, la réforme de 1945 entérinait la spécialisation des banques. Ainsi, les banques d'affaires ne pouvaient plus posséder de capitaux au court terme. Elles prenaient et géraient des participations dans des entreprises existantes ou en création et accordaient des crédits à long terme sur la base de leurs fonds propres ou d'autres ressources à long terme. Elles étaient soumises à la même réglementation que les banques de détail ou banques de dépôt (court terme).
Par abus de langage, banque d'affaires prend la même signification que banque d'investissement, étant donné que les banques commerciales classiques sont elles aussi en mesure de proposer les services offerts par une banque d'affaires.
À ce jour, les établissements de crédit implantés en France disposent d’un agrément, délivré par la Banque centrale européenne avec l’appui de l’Autorité de contrôle prudentiel et de résolution (ACPR) et en général universel, qui a fait disparaître la distinction de court et moyen terme. Les entreprises d'investissement recouvrent en pratique les anciens statuts d'« agent de change », de commissionnaires agréés (marchandises) ou de « maisons de titres » et n'interviennent pas sur leurs fonds propres.